# Фария-Лемус
Фария-Лемус (порт. Faria Lemos) — муниципалитет в Бразилии, входит в штат Минас-Жерайс. Составная часть мезорегиона Зона-да-Мата. Входит в экономико-статистический микрорегион Муриаэ. Население составляет 3978 человек на 2006 год. Занимает площадь 165,654 км². Плотность населения — 24,0 чел./км².

## История
Город основан 12 декабря 1963 года.

## Статистика
- Валовой внутренний продукт на 2003 год составляет 19 134 570,00 реалов (данные: Бразильский институт географии и статистики).
- Валовой внутренний продукт на душу населения на 2003 год составляет 5026,15 реалов (данные: Бразильский институт географии и статистики).
- Индекс развития человеческого потенциала на 2000 год составляет 0,716 (данные: Программа развития ООН).